# Bussjön (Umeå socken, Västerbotten, 708645-172796)
Bussjön är en sjö i Umeå kommun i Västerbotten och ingår i Tavelåns huvudavrinningsområde.